# This One's for You (David Guetta)
"This One's for You" is een nummer van de Franse dj/producer David Guetta met de Zweedse zangeres Zara Larsson. Het is het officiële nummer voor het Europees kampioenschap voetbal 2016 in Frankrijk.

## Achtergrondinformatie

### Deelname van 1 miljoen fans aan EK-lied
Om het nummer onder de aandacht te brengen werd een speciale manier bedacht om mensen te betrekken bij het maken van dit lied. Er is namelijk een site en app opgericht waarmee mensen een klein stukje zang konden opnemen. Het gaat dan om een juichgeluid. Alle opnames zijn samengevoegd in het lied. In totaal zijn er meer dan een miljoen mensen die dit hebben gedaan.

### Release en presentatie van UEFA's EURO 2016 anthem
Het nummer This One's for You is uitgebracht op 13 mei 2016. Het werd onder andere gepresenteerd tijdens de openings- en sluitingsceremonie van het toernooi op tv. Daarnaast gaf David Guetta nog een gratis optreden op het Champ-de-Mars aan de Eiffeltoren op 9 juni waar het nummer te horen was. UEFA kondigde verder aan dat de gemaakte opnames in het lied bij iedere goal te horen zouden zijn.

## Tracklijst
| Nr. | Titel                                 | Duur |
| --- | ------------------------------------- | ---- |
| 1.  | This One's for You (met Zara Larsson) | 3:27 |

| Nr. | Titel                                                | Duur |
| --- | ---------------------------------------------------- | ---- |
| 1.  | This One's for You (extended mix)                    | 4:37 |
| 2.  | This One's for You (Kungs remix)                     | 4:15 |
| 3.  | This One's for You (Stefan Dabruck remix)            | 5:03 |
| 4.  | This One's for You (Glowinthedark remix)             | 3:20 |
| 5.  | This One's for You (Kris Kross Amsterdam remix)      | 3:06 |
| 6.  | This One's for You (Faustix remix)                   | 3:04 |
| 7.  | This One's for You (Stefan Dabruck remix radio edit) | 3:07 |

## Hitnoteringen

### Nederlandse Top 40
| Hitnotering: 28-05-2016 t/m 10-09-2016 | Hitnotering: 28-05-2016 t/m 10-09-2016 | Hitnotering: 28-05-2016 t/m 10-09-2016 | Hitnotering: 28-05-2016 t/m 10-09-2016 | Hitnotering: 28-05-2016 t/m 10-09-2016 | Hitnotering: 28-05-2016 t/m 10-09-2016 | Hitnotering: 28-05-2016 t/m 10-09-2016 | Hitnotering: 28-05-2016 t/m 10-09-2016 | Hitnotering: 28-05-2016 t/m 10-09-2016 | Hitnotering: 28-05-2016 t/m 10-09-2016 | Hitnotering: 28-05-2016 t/m 10-09-2016 | Hitnotering: 28-05-2016 t/m 10-09-2016 | Hitnotering: 28-05-2016 t/m 10-09-2016 | Hitnotering: 28-05-2016 t/m 10-09-2016 | Hitnotering: 28-05-2016 t/m 10-09-2016 | Hitnotering: 28-05-2016 t/m 10-09-2016 | Hitnotering: 28-05-2016 t/m 10-09-2016 | Hitnotering: 28-05-2016 t/m 10-09-2016 |
| Week:                                  | 1                                      | 2                                      | 3                                      | 4                                      | 5                                      | 6                                      | 7                                      | 8                                      | 9                                      | 10                                     | 11                                     | 12                                     | 13                                     | 14                                     | 15                                     | 16                                     |                                        |
| -------------------------------------- | -------------------------------------- | -------------------------------------- | -------------------------------------- | -------------------------------------- | -------------------------------------- | -------------------------------------- | -------------------------------------- | -------------------------------------- | -------------------------------------- | -------------------------------------- | -------------------------------------- | -------------------------------------- | -------------------------------------- | -------------------------------------- | -------------------------------------- | -------------------------------------- | -------------------------------------- |
| Positie:                               | 28                                     | 24                                     | 19                                     | 16                                     | 12                                     | 7                                      | 5                                      | 6                                      | 6                                      | 6                                      | 9                                      | 11                                     | 17                                     | 21                                     | 23                                     | 35                                     | uit                                    |

### NederlandseSingle Top 100
| Hitnotering: 21-05-2016 t/m 15-10-2016 | Hitnotering: 21-05-2016 t/m 15-10-2016 | Hitnotering: 21-05-2016 t/m 15-10-2016 | Hitnotering: 21-05-2016 t/m 15-10-2016 | Hitnotering: 21-05-2016 t/m 15-10-2016 | Hitnotering: 21-05-2016 t/m 15-10-2016 | Hitnotering: 21-05-2016 t/m 15-10-2016 | Hitnotering: 21-05-2016 t/m 15-10-2016 | Hitnotering: 21-05-2016 t/m 15-10-2016 | Hitnotering: 21-05-2016 t/m 15-10-2016 | Hitnotering: 21-05-2016 t/m 15-10-2016 | Hitnotering: 21-05-2016 t/m 15-10-2016 | Hitnotering: 21-05-2016 t/m 15-10-2016 |
| Week:                                  | 1                                      | 2                                      | 3                                      | 4                                      | 5                                      | 6                                      | 7                                      | 8                                      | 9                                      | 10                                     | 11                                     | 12                                     |
| -------------------------------------- | -------------------------------------- | -------------------------------------- | -------------------------------------- | -------------------------------------- | -------------------------------------- | -------------------------------------- | -------------------------------------- | -------------------------------------- | -------------------------------------- | -------------------------------------- | -------------------------------------- | -------------------------------------- |
| Positie:                               | 83                                     | 63                                     | 38                                     | 26                                     | 9                                      | 6                                      | 6                                      | 7                                      | 6                                      | 6                                      | 9                                      | 11                                     |
| Week:                                  | 13                                     | 14                                     | 15                                     | 16                                     | 17                                     | 18                                     | 19                                     | 20                                     | 21                                     | 22                                     |                                        |                                        |
| Positie:                               | 14                                     | 21                                     | 21                                     | 26                                     | 33                                     | 37                                     | 49                                     | 64                                     | 71                                     | 91                                     | uit                                    |                                        |

### NederlandseMega Top 50
| Hitnotering: 28-05-2016 t/m 10-09-2016 | Hitnotering: 28-05-2016 t/m 10-09-2016 | Hitnotering: 28-05-2016 t/m 10-09-2016 | Hitnotering: 28-05-2016 t/m 10-09-2016 | Hitnotering: 28-05-2016 t/m 10-09-2016 | Hitnotering: 28-05-2016 t/m 10-09-2016 | Hitnotering: 28-05-2016 t/m 10-09-2016 | Hitnotering: 28-05-2016 t/m 10-09-2016 | Hitnotering: 28-05-2016 t/m 10-09-2016 | Hitnotering: 28-05-2016 t/m 10-09-2016 | Hitnotering: 28-05-2016 t/m 10-09-2016 | Hitnotering: 28-05-2016 t/m 10-09-2016 | Hitnotering: 28-05-2016 t/m 10-09-2016 | Hitnotering: 28-05-2016 t/m 10-09-2016 | Hitnotering: 28-05-2016 t/m 10-09-2016 | Hitnotering: 28-05-2016 t/m 10-09-2016 | Hitnotering: 28-05-2016 t/m 10-09-2016 | Hitnotering: 28-05-2016 t/m 10-09-2016 |
| Week:                                  | 1                                      | 2                                      | 3                                      | 4                                      | 5                                      | 6                                      | 7                                      | 8                                      | 9                                      | 10                                     | 11                                     | 12                                     | 13                                     | 14                                     | 15                                     | 16                                     |                                        |
| -------------------------------------- | -------------------------------------- | -------------------------------------- | -------------------------------------- | -------------------------------------- | -------------------------------------- | -------------------------------------- | -------------------------------------- | -------------------------------------- | -------------------------------------- | -------------------------------------- | -------------------------------------- | -------------------------------------- | -------------------------------------- | -------------------------------------- | -------------------------------------- | -------------------------------------- | -------------------------------------- |
| Positie:                               | 43                                     | 33                                     | 32                                     | 17                                     | 13                                     | 12                                     | 8                                      | 5                                      | 6                                      | 9                                      | 12                                     | 16                                     | 27                                     | 32                                     | 40                                     | 43                                     | uit                                    |